# Riesenbecker Berg
Der Riesenbecker Berg ist eine Erhebung des westlichen Teutoburger Waldes nördlich von Riesenbeck im nördlichen Westfalen.
Seine größte Höhe beträgt 134 m ü. NHN. Westlich des Riesenbecker Berges liegt der Bergeshöveder Berg, und vom Mittellandkanal mit der Gravenhorster Schlucht abgetrennt der Huckberg. Östlich des Riesenbecker Berges liegt der Birgter Berg. Der Riesenbecker Berg bildet zusammen mit dem Birgter Berg, Lagerberg und dem Bergeshöveder Berg den Riesenbecker Osning. Diese Einteilung des Teutoburger Waldes wird im Westen durch die schon genannte Gravenhorster Schlucht begrenzt, im Osten durch einen Einschnitt am Dörenther Berg, durch den die B 219 läuft.
In der Amtszeit des Riesenbecker Pfarrers Johann Gerhard Bönneker wurde zwischen 1725 und 1761 der Kreuzweg mit vier Stationen am Riesenbecker Berg aufgestellt. Die Riesenbecker Karfreitagsprozession führt entlang dieser Stationen auf den Riesenbecker Berg. Bis 1850 trug ein mit einer Maske verkleideter Büßer ein schweres Holzkreuz der Prozession voran.

## Schöne Aussicht
Am südlichen Hang des Riesenbecker Berges liegt der Aussichtsplatz „Schöne Aussicht“. Auf einer Höhe von 116 m ü. NHN kann man in das Münsterland blicken. Gut zu erkennen ist von hier die Einteilung der Münsterländer Parklandschaft. Bei gutem Wetter sind die Türme der münsterschen Kirchen und des Universitätsklinikums zu erkennen. Der befestigte Aussichtspunkt wurde am 18. Juni 1926 mit einem Feuerwerk eingeweiht. Schon viele Jahre vorher hatte eine Auswanderin an ihrem letzten Tag in Riesenbeck der Stelle seinen Namen gegeben. Die durch die Kampfhandlungen um Ostern 1945 schwer beschädigte Aussichtsplattform wurde später wieder hergerichtet. Zeugen der Kampfhandlungen sind die Kriegsgräberstätten im Brumleytal am Birgter Berg sowie die am Dörenther Berg. In 1964/65 wurden die 256 Stufen des Treppenaufstiegs erbaut. Die Schöne Aussicht wurde am 27. Oktober 1999 von der Stadt Hörstel unter Denkmalschutz gestellt.